# 160
| [ Edytuj tabelę ] |                          |
| Cesarz Chin       | - 146 Han Huandi 168     |
| Władca Korei      | - 146 Ch’adae 165        |
| Papież            | - 155 Anicet 166         |
| Król Partów       | - 147 Wologazes IV 191   |
| Cesarz Rzymu      | - 138 Antoninus Pius 161 |

Rok 160 / CLX
stulecia: I wiek ~
II wiek ~
III wiek

lata: 150 «
155 «
156 «
157 «
158 «
159 «
160
» 161
» 162
» 163
» 164
» 165
» 170

## Wydarzenia
- Zbudowano teatr rzymski w Aspendos w Pamfilii.

## Urodzili się
- Kryspina, cesarzowa rzymska, żona Kommodusa (zm. po 187).

## Zmarli
- Marcjon, teolog, twórca marcjonizmu.
- Szymon bar Jochaj, rabin (ur. ≈100).